# Егіль Єлланн
Егіль Єлланн (норв. Egil Gjelland; нар. 12 листопада 1973, Восс) — норвезький біатлоніст, Олімпійський чемпіон в естафеті, дворазовий чемпіон світу з біатлону, переможець та призер етапів кубка світу з біатлону. Завершив професійну кар'єру в 2007 році.

## Виступи на Олімпійських іграх
| Рік  | Міце проведення | Інд | Спр | Пр | МС | Ест |
| 1998 | Наґано          |     | 13  |    |    | 2   |
| 2002 | Солт-Лейк-Сіті  | 16  | 24  | 15 |    | 1   |

## Виступи на чемпіонатах світу
| Рік  | Міце проведення | Інд | Спр | Пр | МС | Ест | ЗМ |
| 1996 | Рупольдінг      | 36  |     |    |    | 4   |    |
| 1997 | Брезно-Осрбліє  |     |     |    |    | 2   |    |
| 1998 | Поклюка         |     |     | 36 |    |     |    |
| 2000 | Осло            |     | 28  | 22 | 21 |     |    |
| 2000 | Лахті           |     |     |    |    | 2   |    |
| 2001 | Поклюка         | 14  | 4   | 5  | 15 | 3   |    |
| 2003 | Ханти-Мансійськ | 6   | 14  | 22 | 19 | 4   |    |
| 2004 | Обергоф         | 35  |     |    | 26 | 2   |    |
| 2005 | Гохфільцен      | 17  | 12  | 22 | 28 | 1   |    |

## Кар'єра в Кубку світу
- Дебют в кубку світу — 7 грудня 1995 року в індивідуальній гонці в Естерсунді — 17 місце.
- Перше попадання в залікову зону — 7 грудня 1995 року в індивідуальній гонці в Естерсунді — 17 місце.
- Перше попадання на подіум — 8 грудня 1996 року в естафеті в Естерсунді — 2 місце.
- Перша перемога — 14 грудня 1997 року в естафеті в Естерсунді — 1 місце.
- Перша особиста перемога — 17 грудня 2004 року в гонці переслідуванні в Естерсунді — 1 місце.
- Перша особиста перемога — 17 березня 2007 року в гонці переслідуванні в Ханти-Мансійську — 27 місце.

## Загальний залік в Кубку світу
- 1995–1996 — 29-е місце
- 1997–1997 — 27-е місце
- 1999–2000 — 27-е місце (119 очок)
- 2000–2001 — 7-е місце (582 очка)
- 2001–2002 — 13-е місце (331 очко)
- 2002–2003 — 13-е місце (365 очок)
- 2003–2004 — 12-е місце (436 очок)
- 2004–2005 — 13-е місце (507 очок)
- 2005–2006 — 58-е місце (48 очок)
- 2006–2007 — 60-е місце (30 очок)

## Статистика стрільби
| № п/п | Сезон     | Загальна         | Індивідуальна гонка | Спринт          | Гонка переслідування | Мас-старт      | Естафета       |
| ----- | --------- | ---------------- | ------------------- | --------------- | -------------------- | -------------- | -------------- |
| 1     | 1998-1999 | 78,7 % (214/272) | 65,0 % (26/40)      | 85,0 % (51/60)  | 82,5 % (99/120)      | 0,0 % (0/0)    | 73,1 % (38/52) |
| 2     | 1999-2000 | 83,0 % (352/424) | 85,0 % (34/40)      | 87,1 % (61/70)  | 84,4 % (152/180)     | 75,0 % (45/60) | 81,1 % (60/74) |
| 3     | 2000-2001 | 83,4 % (388/465) | 83,8 % (67/80)      | 85,0 % (85/100) | 85,0 % (119/140)     | 87,5 % (70/80) | 72,3 % (47/65) |
| 4     | 2001-2002 | 84,8 % (356/420) | 91,7 % (55/60)      | 80,0 % (56/70)  | 85,6 % (154/180)     | 80,0 % (32/40) | 84,3 % (59/70) |
| 5     | 2002-2003 | 84,3 % (370/439) | 86,7 % (52/60)      | 82,2 % (74/90)  | 88,3 % (106/120)     | 85,0 % (68/80) | 78,7 % (70/89) |
| 6     | 2003-2004 | 83,6 % (356/426) | 81,7 % (49/60)      | 86,7 % (78/90)  | 83,8 % (134/160)     | 81,3 % (65/80) | 83,3 % (30/36) |
| 7     | 2004-2005 | 85,4 % (416/487) | 85,0 % (68/80)      | 87,0 % (87/100) | 87,2 % (157/180)     | 80,0 % (64/80) | 85,1 % (40/47) |
| 8     | 2005-2006 | 84,8 % (140/165) | 85,0 % (17/20)      | 86,0 % (43/50)  | 87,5 % (35/40)       | 75,0 % (15/20) | 85,7 % (30/35) |
| 9     | 2006-2007 | 90,8 % (109/120) | 90,0 % (36/40)      | 90,0 % (18/20)  | 91,7 % (55/60)       | 0,0 % (0/0)    | 0,0 % (0/0)    |

## Виноски
1. ↑  В дужках наведена кількість влучних пострілів та загальна кількість пострілів. В статистиці стрільби рахуються постріли, які здійснив біатлоніст на етапах кубка світу та чемпіонаті світу